# Hasan Gerçeker
Hasan Gerçeker (* 1. Juni 1946 in Ankara) ist ein türkischer Jurist. Er war von 2008 bis 2011 Präsident des Kassationshofs der Türkei.

## Karriere
Gerçeker schloss 1970 sein rechtswissenschaftliches Studium an der Universität Ankara ab und war danach als stellvertretender Staatsanwalt in Doğubeyazıt, Pazaryeri und Aksaray tätig. Später arbeitete er als stellvertretender Generalstaatsanwalt und Untersuchungsrichter am Militärkassationshof der Türkei.
Am 20. Januar 1995 wurde er zum Mitglied des Kassationshofs und 2002 zum vorsitzenden Richter des neunten Strafsenats gewählt. Dort wurde er 2006 im Amt bestätigt und am 6. Februar 2008 zum Präsidenten des Kassationshofs gewählt.